# Иеремиас, Иоахим
Иоахим Иеремиас (нем. Joachim Jeremias; 20 сентября 1900, Дрезден — 6 сентября 1979, Тюбинген) — немецкий протестантский библеист и экзегет.
Получил высшее богословское образование, являлся профессором Священного Писания Нового Завета в университетах Берлина, Грейфсвальда и Гёттингена.

## Сочинения
- «Евхаристические слова Иисуса» («Abendmahlsworte Jesu», Gott., 1935)
- «Притчи Иисуса» («Die Gleichnisse Jesu», Z., 1947)
- «Иерусалим времен Иисуса» («Jerusalem zur Zeit Jesu», Th.1-2, Lpz., 1923-24)
- «Неизвестные слова Иисуса» («Unbekannte Jesusworte», Z., 1948).
- «Богословиe Нового Завета» («Neutestamentliche Theologie», Gutersloh, 1971)